# John Driscoll
John Edmund Driscoll (Fort Belvoir, 27 juni 1981) is een Amerikaans acteur.

## Biografie
Driscoll werd geboren in Fort Belvoir in een gezin van drie kinderen. Hij doorliep de high school aan de Woodbridge Senior High School in Woodbridge (Virginia) waar hij in 1999 zijn diploma haalde. Hierna ging hij studeren aan de George Mason-universiteit in Fairfax (Virginia) waar hij zijn diploma in theaterwetenschap haalde.
Driscoll begon na de high school als model voor onder andere Armani en Versace. Na zijn studie aan de universiteit begon hij als acteur in lokale theaters en commercials.

## Filmografie

### Televisieseries
Uitgezonderd eenmalige gastrollen.
- 2009-2011 The Young and the Restless – als Phillip Cancellor IV – 153 afl.
- 2004-2009 Guiding Light – als Coop Bradshaw – 207 afl.
- 2006 The Book of Daniel – als David Congreve – 4 afl.
- 2001-2002 Dawson's Creek – als Blossom – 6 afl.